# Objektifikace

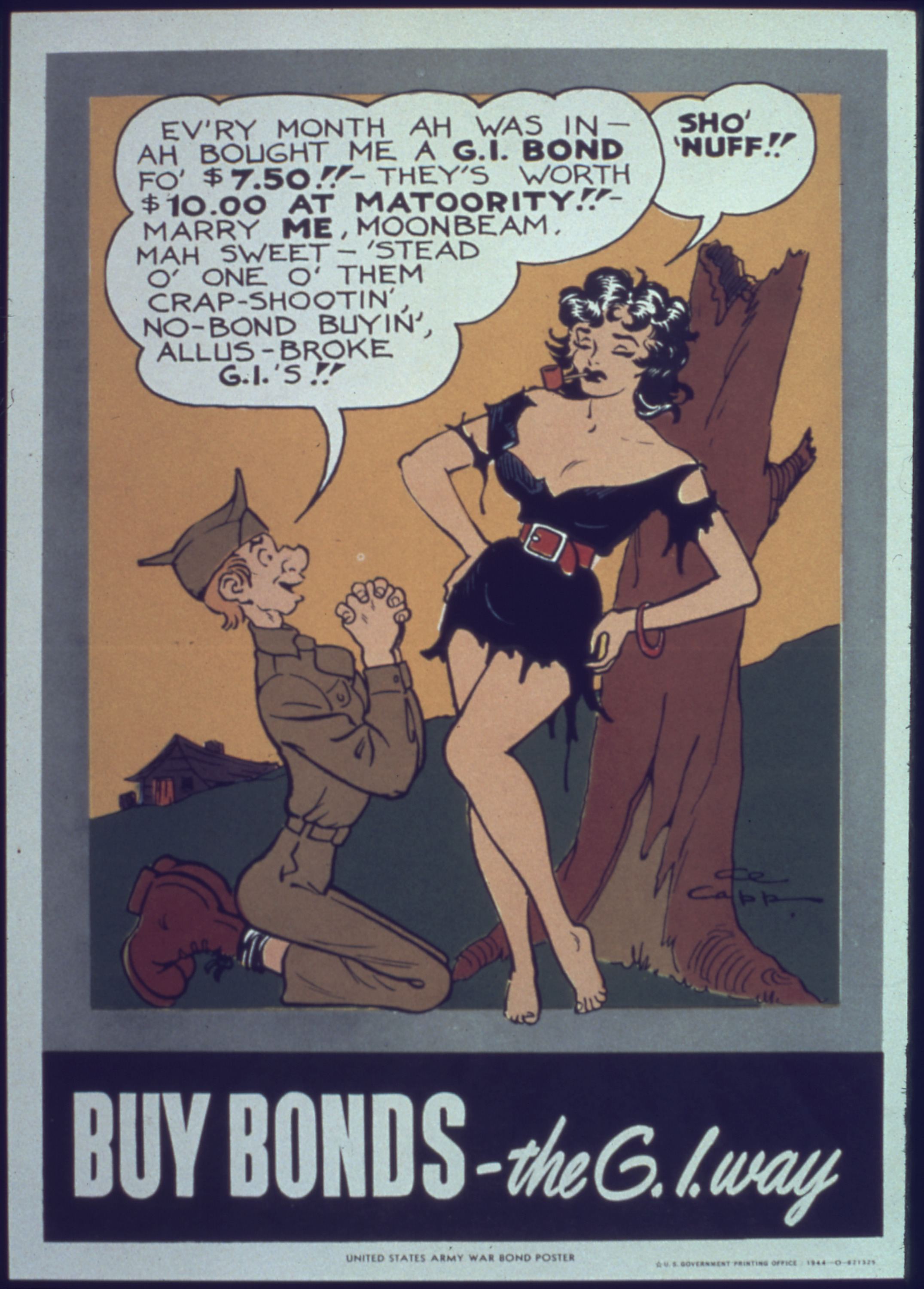
Sexualizace žen pro účely reklamy, americký plakát z druhé světové války (1944)

V sociální filosofii je objektifikací akt, při kterém člověk pojímá jiného člověka (nebo zvíře) jako předmět nebo věc. Jde o součást procesu odlidštění neboli neuznání kompletního lidství jiného jedince. Sexuální objektifikace značí chování, při kterém člověk pojímá jiného člověka pouze jako předmět své sexuální touhy. V marxistické teorii je objektifikace označována jako reifikace.[zdroj?]

## Definice
Podle definice Marthy Nussbaumové je jedinec objektifikován, pokud se na něj aplikuje jeden či více z následujících projevů chování:
- Instrumentalita – pojímání osoby jako nástroje dosahování účelů druhého
- Odepírání autonomie – pojímání osoby coby nedostatečně autonomní nebo sebeurčené
- Netečnost – pojímání osoby coby nedostatečně zapojené nebo aktivní
- Zastupitelnost (fungibilita) – pojímání osoby jako zaměnitelné za jiný předmět
- Porušitelnost – pojímání osoby coby porušitelné (lze ji beztrestně „poškodit, udeřit, vniknout do ní“)
- Vlastnictví – pojímání osoby jako by ji bylo možné vlastnit, koupit nebo prodat
- Popření subjektivity – pojímání osoby jako předmětu, u kterého nezáleží na jeho zkušenosti nebo citech

Filosofka Rae Langton navrhla přidat další tři charakteristiky:
- Degradování pouze na tělo – vnímání osoby pouze prostřednictvím jejího těla nebo částí těla
- Degradování pouze na vzhled – vnímání osoby pouze prostřednictvím jejího vzhledu
- Umlčení – pojímání osoby jako němé, bez schopnosti se vyjadřovat

## Argumenty
Martha Nussbaumová nastínila problém, že podle jejího pozorování, lidé často význam objektifikace zjednodušují. To zabraňuje správnému vytvoření normativního konceptu, podle kterého by lidé hodnotili morální důsledky sexualizace žen. Proto přinesla řešení ve formě testu sedmi charakteristik, který dokáže odlišit méně zhoubné chování od rizikového. Nussbaumová se dále domnívá, že objektifikace není pouze otázkou sexualizace žen, ale je také součástí marxistické kritiky kapitalismu a otroctví. Upozorňuje ovšem také, že ne všechny uvedené charakteristiky musí v praxi nést negativní rysy. Vždy záleží na kontextu.
Oproti tomu filosof Immanuel Kant se domníval, že sexuální touha je natolik nekontrolovatelná, že si objektifikaci přímo vynucuje. Vysvětloval, že jakmile se člověka zmocní sexuální vzrušení, začne automaticky pojímat druhého člověka za předmět k dosažení svého sexuálního uspokojení. Podle něj je sexuální touha natolik akutní a silná, že zablokuje přemýšlení člověka a ten přestane myslet na blaho druhého člověka. Sexuální objektifikaci považoval za součást sexuality, která je přirozená všem jedincům, kteří jsou stejně tak osobami, které objektifikují, jako osobami, které jsou objektifikovány.
Profesorka a feministka Catharine A. MacKinnon spolu se spisovatelkou a feministkou Andreou Dworkin přijali Kantův pohled na sex jako neodmyslitelně objektifikační, ale odmítly, že by všechny osoby byly současně osobami, které objektifikují, jako osobami, které jsou objektifikovány. Uváděly, že objektifikace mužů a žen je asymetrická. Způsoby, jakými muži projevují svou sexualitu a jak toto činí ženy jsou odlišné, což je dle autorek dáno širším společenským a kulturním kontextem světa, ve kterém mají muži a ženy jiný rozsah moci. Muži v tomto pojetí projevují svou sexualitu dominantně, kdy objektifikují ženy. Naopak ženy projevují svou sexualitu submisivně, kdy jsou objektifikovány nebo objektifikují samy sebe. Nussbaumová ovšem u tohoto pojetí dodala, že je nutné nahlížet na sexualitu mužů i žen v širší perspektivě a přidat tak do pohledu také osobní minulost a psychologii osob.

## Feministická teorie objektifikace
Feministickou teorii objektifikace nastínila profesorka psychologie Barbara Fredrickson spolu s Tomi-Ann Roberts. Ty uvedly, že objektifikace ženy nebo dívky může vést k vyšší rizikovosti vzniku úzkostí nebo nezdravému sebeuvědomění. Žena se údajně okamžitě vnitřně ztotožňuje se statusem, který jí společnost dala, a vidí tento status jako primární pohled na sebe. A to v důsledku může znamenat poškození duševního zdraví. Například nároky na ideály krásy mohou vést k obsesivnímu vztahu k vlastnímu tělu a například k poruchám příjmů potravy.
Teorie objektifikace se snaží posunout hlavní myšlenku za sociokulturní analýzu ženského těla o krok dále k psychologii žen a genderu. Předmětem bádání by tedy podle ní měl být důvod vnitřního ztotožnění ženy s požadavky společnosti.